# Green Ice Rises
Die Green Ice Rises sind eine Gruppe aus Eiskuppeln im Shackleton-Schelfeis vor der Küste des westantarktischen Königin-Marie-Lands. Sie ragen 8 km östlich von Henderson Island auf, wo das Schelfeis eine darunter befindliche Erhebung überwindet.
Der US-amerikanische Kartograph Gardner Dean Blodgett kartierte sie 1955 anhand von Luftaufnahmen der US-amerikanischen Operation Highjump (1946–1947). Das Advisory Committee on Antarctic Names benannte sie im selben Jahr nach Duane L. Green, Funker bei der US-amerikanischen Operation Windmill (1947–1948) zur Errichtung astronomischer Beobachtungsstationen entlang der Kaiser-Wilhelm-II.-Küste, der Knox-Küste und der Budd-Küste zwischen Januar und Februar 1948.